# Giovanni Battista Crespi
Giovanni Battista Crespi (23 Dezembro 1573 – 23 Outubro 1632), chamado Il Cerano, foi um pintor, escultor e arquiteto italiano.
Nasceu em Romagnano Sesia, filho de um pintor, Raffaele Crespi, e mudou-se para Cerano com a família alguns anos depois. Sabe-se que em 1591 ele morava em Milão.
Fiel à piedade da Contra-Reforma, zelosamente expressa na arte milanesa de sua época, suas pinturas enfocam mistérios e episódios místicos da vida santa. As telas aglomeradas e os ângulos lembram o Maneirismo, mas suas pinturas mostram uma emoção que evoca sentimentos comuns na arte Barroca.
Ele era um estudioso de consideráveis realizações e ocupava uma posição de dignidade em Cerano. Em 1620 foi nomeado chefe da Accademia Ambrosiana fundada pelo Cardeal Federico Borromeo. Entre seus alunos estavam Daniele Crespi, Carlo Francesco Nuvolone e Melchiorre Gherardini.